# Carlos Vela
Carlos Alberto Vela Garrido, noto semplicemente come Carlos Vela (Cancún, 1º marzo 1989), è un ex calciatore messicano con passaporto spagnolo, di ruolo attaccante, attuale club ambassador del Los Angeles FC.

## Biografia
Ha un fratello di nome Alejandro, anch'egli ex calciatore. Possiede il passaporto spagnolo.

## Caratteristiche tecniche
È un'ala destra, attaccante con una tecnica di gioco versatile, capace di penetrare nell'area di rigore avversaria quando ha il possesso palla, ma possiede pure un buon senso della posizione. È agile, veloce e possiede un buon atletismo. Il suo piede forte è il sinistro, possiede un tiro potente e preciso, tanto da poter segnare calciando anche dalla lunga distanza, usa bene anche il tiro di testa. È un bravissimo rigorista.
Nel 2010 fu inserito nella lista dei migliori calciatori nati dopo il 1989 stilata da Don Balón.

## Carriera

### Club

#### Esordi, Arsenal e prestiti
Dopo le ottime prestazioni fornite al campionato mondiale di calcio Under-17, Vela attira su di sé l'interesse di diversi club europei. Ad aggiudicarselo è l'Arsenal, che lo acquista dal Chivas de Guadalajara in cambio di 2,5 milioni di sterline e gli fa firmare un contratto quinquennale. A causa delle restrizioni per il rilascio del permesso di lavoro ai cittadini non europei, viene ceduto in prestito al Celta Vigo, dove però non colleziona alcuna presenza.
Nella stagione successiva viene prestato al Salamanca, club di seconda divisione spagnola, con la quale mette a segno 8 reti. L'anno dopo, non avendo ancora ottenuto il permesso di lavoro per giocare in Inghilterra, viene prestato all'Osasuna. Il 31 ottobre 2007 segna il primo gol in Liga contro il Betis.

#### Ritorno all'Arsenal e prestito al WBA
Il 22 maggio 2008 ottiene il permesso di lavoro per giocare in Inghilterra. Il tecnico dell'Arsenal Arsène Wenger conferma la volontà di volerlo includere nella rosa dei Gunners per la stagione 2008-2009. Esordisce in Premier League il 30 agosto successivo nella vittoria per 3-0 dell'Arsenal contro il Newcastle United. A fine stagione colleziona 14 presenze e un gol in campionato. L'anno successivo trova meno spazio in Premier League, tanto che totalizza solo 11 apparizioni e una rete. A gennaio 2011 va in prestito al West Bromwich Albion, dove gioca però solo 8 partite, realizzando 2 gol.

#### Real Sociedad
Il 16 agosto 2011 viene prestato agli spagnoli della Real Sociedad. Dopo un'ottima stagione, conclusa con 35 presenze e 12 gol in Liga, viene acquistato dal club basco a titolo definitivo. Nelle successive sei stagioni, totalizza 184 presenze e 54 reti nel campionato spagnolo.

#### Los Angeles FC e ritiro
L'11 agosto 2017 viene annunciato il suo trasferimento, a partire dal gennaio 2018, ai Los Angeles FC in MLS. Nella prima stagione in campionato gioca 29 partite, realizzando 14 gol. Nella seconda fa ancora meglio, mettendo a segno 34 reti in 31 presenze in MLS e laureandosi capocannoniere della competizione. Inoltre diventa il giocatore ad aver realizzato più gol in una singola regular season, superando il precedente primato che apparteneva a Josef Martínez con 31 marcature.
Il 28 maggio 2025 annuncia il ritiro dal calcio giocato, diventando club ambassador del Los Angeles FC.

### Nazionale
Si è fatto conoscere durante il campionato mondiale Under-17 del 2005, dove è stato un calciatore chiave per la vittoria finale del Messico under 17 ottenendo il titolo di capocannoniere: il primo gol lo segna sconfiggendo per 2-0 l'Uruguay, è autore di una doppietta sconfiggendo per 3-0 l'Australia, nei quarti di finale segna la rete del 3-1 nei tempi supplementari prevalendo contro la Costa Rica, inoltre apre le marcature nella finale vinta per 3-0 ai danni del Brasile.
Ha debuttato con la nazionale maggiore nel settembre 2007, in un'amichevole contro il Brasile perdendo per 3-1 entrando in campo nel secondo tempo. Il primo gol è arrivato contro il Guatemala, il 18 ottobre 2007 perdendo per 3-2.
Vince nel 2009 la Gold Cup, in semifinale contro la Costa Rica i messicani pareggiano per 1-1 per poi vincere ai rigori, Vela segna dal dischetto il gol del definitivo 5-3, inoltre riesce a realizzare una rete nella vittoria per 5-0 contro gli Stati Uniti in finale. Il 3 giugno 2010 ha segnato la prima rete dell'incontro amichevole con l'Italia vincendo per 2-1.
Nel 2014 dichiara con un comunicato che non parteciperà al Mondiale del 2014 con il Messico per motivi personali sostenendo di "non essere pronto a rappresentare la nazionale messicana al 100% dal punto di vista emotivo". Il 12 novembre 2014 torna in nazionale dopo un'assenza di 3 anni, mettendo a segno una doppietta nell'amichevole vinta dalla Tricolor per 3-2 contro i Paesi Bassu.
Vince nuovamente la Gold Cup, l'edizione 2015, segna una rete nella vittoria per 6-0 contro Cuba e un'altra in una partita inaspettatamente combattuta contro 
Trinidad e Tobago che si è conclusa con un pareggio per 4-4, non partecipa alla finale vinta per 3-1 contro la Giamaica.
Viene convocato per il Mondiale del 2018, dove va a segno nella seconda gara della squadra vinta per 2-1 contro la Corea del Sud.

## Statistiche

### Presenze e reti nei club
Statistiche aggiornate al 10 dicembre 2024.
| Stagione              | Squadra               | Campionato            | Campionato | Campionato | Coppe nazionali | Coppe nazionali | Coppe nazionali | Coppe continentali | Coppe continentali | Coppe continentali | Altre coppe | Altre coppe | Altre coppe | Totale | Totale |
| Stagione              | Squadra               | Comp                  | Pres       | Reti       | Comp            | Pres            | Reti            | Comp               | Pres               | Reti               | Comp        | Pres        | Reti        | Pres   | Reti   |
| --------------------- | --------------------- | --------------------- | ---------- | ---------- | --------------- | --------------- | --------------- | ------------------ | ------------------ | ------------------ | ----------- | ----------- | ----------- | ------ | ------ |
| 2006-2007             | Salamanca             | SD                    | 31         | 8          | CR              | 1               | 0               |                    | -                  | -                  |             | -           | -           | 32     | 8      |
| 2007-2008             | Osasuna               | PD                    | 33         | 3          | CR              | 0               | 0               |                    | -                  | -                  |             | -           | -           | 33     | 3      |
| 2008-2009             | Arsenal               | PL                    | 14         | 1          | FACup+CdL       | 4+3             | 1+4             | UCL                | 8                  | 0                  |             | -           | -           | 29     | 6      |
| 2009-2010             | Arsenal               | PL                    | 11         | 1          | FACup+CdL       | 2+2             | 0+1             | UCL                | 5                  | 0                  |             | -           | -           | 20     | 2      |
| 2010-gen. 2011        | Arsenal               | PL                    | 4          | 1          | FACup+CdL       | 1+4             | 0               | UCL                | 4                  | 2                  |             | -           | -           | 13     | 3      |
| Totale Arsenal        | Totale Arsenal        | Totale Arsenal        | 29         | 3          |                 | 16              | 6               |                    | 17                 | 2                  |             |             |             | 62     | 11     |
| gen.-giu. 2011        | West Bromwich         | PL                    | 8          | 2          | FACup+CdL       | 0               | 0               |                    | -                  | -                  |             | -           | -           | 8      | 2      |
| 2011-2012             | Real Sociedad         | PD                    | 35         | 12         | CR              | 2               | 0               |                    | -                  | -                  |             | -           | -           | 37     | 12     |
| 2012-2013             | Real Sociedad         | PD                    | 35         | 14         | CR              | 2               | 0               |                    | -                  | -                  |             | -           | -           | 37     | 14     |
| 2013-2014             | Real Sociedad         | PD                    | 37         | 16         | CR              | 7               | 2               | UCL                | 8                  | 3                  |             | -           | -           | 52     | 21     |
| 2014-2015             | Real Sociedad         | PD                    | 29         | 9          | CR              | 1               | 1               | UEL                | 2                  | 0                  |             | -           | -           | 32     | 10     |
| 2015-2016             | Real Sociedad         | PD                    | 35         | 5          | CR              | 1               | 0               |                    | -                  | -                  |             | -           | -           | 36     | 5      |
| 2016-2017             | Real Sociedad         | PD                    | 35         | 9          | CR              | 4               | 1               |                    | -                  | -                  |             | -           | -           | 39     | 10     |
| lug.-dic. 2017        | Real Sociedad         | PD                    | 13         | 1          | CR              | 2               | 0               | UEL                | 2                  | 0                  |             | -           | -           | 17     | 1      |
| Totale Real Sociedad  | Totale Real Sociedad  | Totale Real Sociedad  | 219        | 66         |                 | 19              | 4               |                    | 12                 | 3                  |             |             |             | 250    | 73     |
| 2018                  | Los Angeles FC        | MLS                   | 28+1       | 14+0       | USOC            | 2               | 1               |                    | -                  | -                  |             | -           | -           | 31     | 15     |
| 2019                  | Los Angeles FC        | MLS                   | 31+2       | 34+2       | USOC            | 3               | 2               |                    | -                  | -                  |             | -           | -           | 36     | 38     |
| 2020                  | Los Angeles FC        | MLS                   | 7+1        | 4+0        |                 | -               | -               | CCL                | 5                  | 5                  |             | -           | -           | 13     | 9      |
| 2021                  | Los Angeles FC        | MLS                   | 20         | 5          |                 | -               | -               |                    | -                  | -                  |             | -           | -           | 20     | 5      |
| 2022                  | Los Angeles FC        | MLS                   | 32+3       | 12+0       | USOC            | 3               | 0               |                    | -                  | -                  |             | -           | -           | 38     | 12     |
| 2023                  | Los Angeles FC        | MLS                   | 34+5       | 9+0        | USOC            | 0               | 0               | CCL                | 8                  | 3                  | LC+CC       | 1+1         | 2+0         | 49     | 14     |
| set.-dic. 2024        | Los Angeles FC        | MLS                   | 0+1        | 0+0        | USOC            | -               | -               | -                  | -                  | -                  | LC          | -           | -           | 1      | 0      |
| Totale Los Angeles FC | Totale Los Angeles FC | Totale Los Angeles FC | 152+13     | 78+2       |                 | 8               | 3               |                    | 13                 | 8                  |             | 2           | 2           | 188    | 93     |
| Totale carriera       | Totale carriera       | Totale carriera       | 485        | 162        |                 | 44              | 13              |                    | 42                 | 13                 |             | 2           | 2           | 573    | 190    |

### Cronologia presenze e reti in nazionale
| Cronologia completa delle presenze e delle reti in nazionale ― Messico | Cronologia completa delle presenze e delle reti in nazionale ― Messico | Cronologia completa delle presenze e delle reti in nazionale ― Messico | Cronologia completa delle presenze e delle reti in nazionale ― Messico | Cronologia completa delle presenze e delle reti in nazionale ― Messico | Cronologia completa delle presenze e delle reti in nazionale ― Messico | Cronologia completa delle presenze e delle reti in nazionale ― Messico | Cronologia completa delle presenze e delle reti in nazionale ― Messico |
| Data                                                                   | Città                                                                  | In casa                                                                | Risultato                                                              | Ospiti                                                                 | Competizione                                                           | Reti                                                                   | Note                                                                   |
| ---------------------------------------------------------------------- | ---------------------------------------------------------------------- | ---------------------------------------------------------------------- | ---------------------------------------------------------------------- | ---------------------------------------------------------------------- | ---------------------------------------------------------------------- | ---------------------------------------------------------------------- | ---------------------------------------------------------------------- |
| 12-9-2007                                                              | Boston                                                                 | Messico                                                                | 1 – 3                                                                  | Brasile                                                                | Amichevole                                                             | -                                                                      | 73’                                                                    |
| 17-10-2007                                                             | Los Angeles                                                            | Messico                                                                | 2 – 3                                                                  | Guatemala                                                              | Amichevole                                                             | 1                                                                      | 46’                                                                    |
| 6-2-2008                                                               | Houston                                                                | Stati Uniti                                                            | 2 – 2                                                                  | Messico                                                                | Amichevole                                                             | -                                                                      | 71’                                                                    |
| 5-6-2008                                                               | San Diego                                                              | Messico                                                                | 1 – 4                                                                  | Argentina                                                              | Amichevole                                                             | -                                                                      |                                                                        |
| 9-6-2008                                                               | Chicago                                                                | Messico                                                                | 4 – 0                                                                  | Perù                                                                   | Amichevole                                                             | 1                                                                      | 68’                                                                    |
| 15-6-2008                                                              | Houston                                                                | Belize                                                                 | 0 – 2                                                                  | Messico                                                                | Qual. Mondiali 2010                                                    | 1                                                                      | 77’                                                                    |
| 22-6-2008                                                              | Monterrey                                                              | Messico                                                                | 7 – 0                                                                  | Belize                                                                 | Qual. Mondiali 2010                                                    | 1                                                                      |                                                                        |
| 20-8-2008                                                              | Città del Messico                                                      | Messico                                                                | 2 – 1                                                                  | Honduras                                                               | Qual. Mondiali 2010                                                    | -                                                                      | 61’                                                                    |
| 6-9-2008                                                               | Città del Messico                                                      | Messico                                                                | 3 – 0                                                                  | Giamaica                                                               | Qual. Mondiali 2010                                                    | -                                                                      | 78’                                                                    |
| 10-9-2008                                                              | Tuxtla Gutiérrez                                                       | Messico                                                                | 2 – 1                                                                  | Canada                                                                 | Qual. Mondiali 2010                                                    | -                                                                      | 78’                                                                    |
| 11-10-2008                                                             | Kingston                                                               | Giamaica                                                               | 1 – 0                                                                  | Messico                                                                | Qual. Mondiali 2010                                                    | -                                                                      | 90’                                                                    |
| 15-10-2008                                                             | Edmonton                                                               | Canada                                                                 | 2 – 2                                                                  | Messico                                                                | Qual. Mondiali 2010                                                    | -                                                                      | 67’                                                                    |
| 19-11-2008                                                             | San Pedro Sula                                                         | Honduras                                                               | 3 – 1                                                                  | Messico                                                                | Qual. Mondiali 2010                                                    | -                                                                      | 57’ 90+1’                                                              |
| 1-4-2009                                                               | San Pedro Sula                                                         | Honduras                                                               | 3 – 1                                                                  | Messico                                                                | Qual. Mondiali 2010                                                    | -                                                                      | 87’                                                                    |
| 25-6-2009                                                              | Atlanta                                                                | Messico                                                                | 4 – 0                                                                  | Venezuela                                                              | Amichevole                                                             | 1                                                                      | 62’                                                                    |
| 29-6-2009                                                              | San Diego                                                              | Messico                                                                | 0 – 0                                                                  | Guatemala                                                              | Amichevole                                                             | -                                                                      | 84’                                                                    |
| 6-7-2009                                                               | Oakland                                                                | Messico                                                                | 2 – 0                                                                  | Nicaragua                                                              | Gold Cup 2009 - 1º turno                                               | -                                                                      | 10’                                                                    |
| 24-7-2009                                                              | Chicago                                                                | Costa Rica                                                             | 1 – 1 dts (3–5 dtr)                                                    | Messico                                                                | Gold Cup 2009 - Semifinale                                             | -                                                                      | 81’                                                                    |
| 26-7-2009                                                              | Harrison                                                               | Stati Uniti                                                            | 0 – 5                                                                  | Messico                                                                | Gold Cup 2009 - Finale                                                 | 1                                                                      | 46’                                                                    |
| 12-8-2009                                                              | Monterrey                                                              | Messico                                                                | 2 – 1                                                                  | Stati Uniti                                                            | Qual. Mondiali 2010                                                    | -                                                                      | 65’                                                                    |
| 10-10-2009                                                             | Città del Messico                                                      | Messico                                                                | 4 – 1                                                                  | El Salvador                                                            | Qual. Mondiali 2010                                                    | 1                                                                      |                                                                        |
| 14-10-2009                                                             | Port of Spain                                                          | Trinidad e Tobago                                                      | 2 – 2                                                                  | Messico                                                                | Qual. Mondiali 2010                                                    | -                                                                      |                                                                        |
| 3-3-2010                                                               | Pasadena                                                               | Messico                                                                | 2 – 0                                                                  | Nuova Zelanda                                                          | Amichevole                                                             | 1                                                                      | 46’                                                                    |
| 16-5-2010                                                              | Città del Messico                                                      | Messico                                                                | 1 – 0                                                                  | Cile                                                                   | Amichevole                                                             | -                                                                      | 66’                                                                    |
| 24-5-2010                                                              | Londra                                                                 | Inghilterra                                                            | 3 – 1                                                                  | Messico                                                                | Amichevole                                                             | -                                                                      | 64’                                                                    |
| 26-5-2010                                                              | Friburgo in Brisgovia                                                  | Paesi Bassi                                                            | 2 – 1                                                                  | Messico                                                                | Amichevole                                                             | -                                                                      | 46’                                                                    |
| 30-5-2010                                                              | Bayreuth                                                               | Gambia                                                                 | 1 – 5                                                                  | Messico                                                                | Amichevole                                                             | -                                                                      | 55’                                                                    |
| 3-6-2010                                                               | Bruxelles                                                              | Messico                                                                | 2 – 1                                                                  | Italia                                                                 | Amichevole                                                             | 1                                                                      | 82’                                                                    |
| 11-6-2010                                                              | Johannesburg                                                           | Sudafrica                                                              | 1 – 1                                                                  | Messico                                                                | Mondiali 2010 - 1º turno                                               | -                                                                      | 69’                                                                    |
| 17-6-2010                                                              | Polokwane                                                              | Francia                                                                | 0 – 2                                                                  | Messico                                                                | Mondiali 2010 - 1º turno                                               | -                                                                      | 69’                                                                    |
| 11-8-2010                                                              | Città del Messico                                                      | Messico                                                                | 1 – 1                                                                  | Spagna                                                                 | Amichevole                                                             | -                                                                      | 57’                                                                    |
| 4-9-2010                                                               | Guadalajara                                                            | Messico                                                                | 1 – 2                                                                  | Ecuador                                                                | Amichevole                                                             | -                                                                      | 64’                                                                    |
| 7-9-2010                                                               | Monterrey                                                              | Messico                                                                | 1 – 0                                                                  | Colombia                                                               | Amichevole                                                             | -                                                                      | 73’                                                                    |
| 26-3-2011                                                              | Oakland                                                                | Messico                                                                | 3 – 1                                                                  | Paraguay                                                               | Amichevole                                                             | -                                                                      | 75’                                                                    |
| 29-3-2011                                                              | San Diego                                                              | Venezuela                                                              | 1 – 1                                                                  | Messico                                                                | Amichevole                                                             | -                                                                      | 46’                                                                    |
| 12-11-2014                                                             | Amsterdam                                                              | Paesi Bassi                                                            | 2 – 3                                                                  | Messico                                                                | Amichevole                                                             | 2                                                                      | 76’                                                                    |
| 18-11-2014                                                             | Barysaŭ                                                                | Bielorussia                                                            | 3 – 2                                                                  | Messico                                                                | Amichevole                                                             | -                                                                      | 70’                                                                    |
| 27-6-2015                                                              | Orlando                                                                | Costa Rica                                                             | 2 – 2                                                                  | Messico                                                                | Amichevole                                                             | -                                                                      | 46’                                                                    |
| 1-7-2015                                                               | Houston                                                                | Messico                                                                | 0 – 0                                                                  | Honduras                                                               | Amichevole                                                             | -                                                                      | 57’                                                                    |
| 9-7-2015                                                               | Chicago                                                                | Messico                                                                | 6 – 0                                                                  | Cuba                                                                   | Gold Cup 2015 - 1º turno                                               | 1                                                                      | 72’                                                                    |
| 12-7-2015                                                              | Glendale                                                               | Guatemala                                                              | 0 – 0                                                                  | Messico                                                                | Gold Cup 2015 - 1º turno                                               | -                                                                      |                                                                        |
| 15-7-2015                                                              | Charlotte                                                              | Messico                                                                | 4 – 4                                                                  | Trinidad e Tobago                                                      | Gold Cup 2015 - 1º turno                                               | 1                                                                      |                                                                        |
| 19-7-2015                                                              | East Rutherford                                                        | Messico                                                                | 1 – 0 dts                                                              | Costa Rica                                                             | Gold Cup 2015 - Quarti di finale                                       | -                                                                      | 84’ 86’                                                                |
| 22-7-2015                                                              | Atlanta                                                                | Panama                                                                 | 1 – 2 dts                                                              | Messico                                                                | Gold Cup 2015 - Semifinale                                             | -                                                                      | 3’                                                                     |
| 5-9-2015                                                               | Sandy                                                                  | Messico                                                                | 3 – 3                                                                  | Trinidad e Tobago                                                      | Amichevole                                                             | -                                                                      | cap.                                                                   |
| 9-9-2015                                                               | Dallas                                                                 | Messico                                                                | 2 – 2                                                                  | Argentina                                                              | Amichevole                                                             | -                                                                      | 77’                                                                    |
| 13-10-2015                                                             | Toluca de Lerdo                                                        | Messico                                                                | 1 – 0                                                                  | Panama                                                                 | Amichevole                                                             | 1                                                                      |                                                                        |
| 14-11-2015                                                             | Città del Messico                                                      | Messico                                                                | 3 – 0                                                                  | El Salvador                                                            | Qual. Mondiali 2018                                                    | 1                                                                      |                                                                        |
| 12-11-2016                                                             | Columbus                                                               | Stati Uniti                                                            | 1 – 2                                                                  | Messico                                                                | Qual. Mondiali 2018                                                    | -                                                                      | 64’ 73’                                                                |
| 25-3-2017                                                              | Città del Messico                                                      | Messico                                                                | 2 – 0                                                                  | Costa Rica                                                             | Qual. Mondiali 2018                                                    | -                                                                      |                                                                        |
| 29-3-2017                                                              | Port of Spain                                                          | Trinidad e Tobago                                                      | 0 – 1                                                                  | Messico                                                                | Qual. Mondiali 2018                                                    | -                                                                      | 67’                                                                    |
| 28-5-2017                                                              | Los Angeles                                                            | Messico                                                                | 1 – 2                                                                  | Croazia                                                                | Amichevole                                                             | -                                                                      | 64’                                                                    |
| 2-6-2017                                                               | East Rutherford                                                        | Irlanda                                                                | 1 – 3                                                                  | Messico                                                                | Amichevole                                                             | 1                                                                      | 68’                                                                    |
| 8-6-2017                                                               | Città del Messico                                                      | Messico                                                                | 3 – 0                                                                  | Honduras                                                               | Qual. Mondiali 2018                                                    | -                                                                      |                                                                        |
| 11-6-2017                                                              | Città del Messico                                                      | Messico                                                                | 1 – 1                                                                  | Stati Uniti                                                            | Qual. Mondiali 2018                                                    | 1                                                                      |                                                                        |
| 18-6-2017                                                              | Kazan'                                                                 | Portogallo                                                             | 2 – 2                                                                  | Messico                                                                | Conf. Cup 2017 - 1º turno                                              | -                                                                      | 57’                                                                    |
| 24-6-2017                                                              | Kazan'                                                                 | Messico                                                                | 2 – 1                                                                  | Russia                                                                 | Conf. Cup 2017 - 1º turno                                              | -                                                                      | 46’                                                                    |
| 2-7-2017                                                               | Mosca                                                                  | Portogallo                                                             | 2 – 1 dts                                                              | Messico                                                                | Conf. Cup 2017 - Finale 3º posto                                       | -                                                                      |                                                                        |
| 2-9-2017                                                               | Città del Messico                                                      | Messico                                                                | 1 – 0                                                                  | Panama                                                                 | Qual. Mondiali 2018                                                    | -                                                                      | 83’                                                                    |
| 5-9-2017                                                               | San José                                                               | Costa Rica                                                             | 1 – 1                                                                  | Messico                                                                | Qual. Mondiali 2018                                                    | -                                                                      | 72’                                                                    |
| 6-10-2017                                                              | San Luis Potosí                                                        | Messico                                                                | 3 – 1                                                                  | Trinidad e Tobago                                                      | Qual. Mondiali 2018                                                    | -                                                                      | 61’                                                                    |
| 10-10-2017                                                             | San Pedro Sula                                                         | Honduras                                                               | 3 – 2                                                                  | Messico                                                                | Qual. Mondiali 2018                                                    | 1                                                                      | 58’                                                                    |
| 10-11-2017                                                             | Bruxelles                                                              | Belgio                                                                 | 3 – 3                                                                  | Messico                                                                | Amichevole                                                             | -                                                                      | 59’                                                                    |
| 13-11-2017                                                             | Danzica                                                                | Polonia                                                                | 0 – 1                                                                  | Messico                                                                | Amichevole                                                             | -                                                                      | 63’                                                                    |
| 1-2-2018                                                               | San Antonio                                                            | Messico                                                                | 1 – 0                                                                  | Bosnia ed Erzegovina                                                   | Amichevole                                                             | -                                                                      |                                                                        |
| 23-3-2018                                                              | Santa Clara                                                            | Messico                                                                | 3 – 0                                                                  | Islanda                                                                | Amichevole                                                             | -                                                                      | 59’                                                                    |
| 27-3-2018                                                              | Arlington                                                              | Messico                                                                | 0 – 1                                                                  | Croazia                                                                | Amichevole                                                             | -                                                                      |                                                                        |
| 3-6-2018                                                               | Città del Messico                                                      | Messico                                                                | 1 – 0                                                                  | Scozia                                                                 | Amichevole                                                             | -                                                                      | 63’                                                                    |
| 17-6-2018                                                              | Mosca                                                                  | Germania                                                               | 0 – 1                                                                  | Messico                                                                | Mondiali 2018 - 1º turno                                               | -                                                                      | 58’                                                                    |
| 23-6-2018                                                              | Rostov sul Don                                                         | Corea del Sud                                                          | 1 – 2                                                                  | Messico                                                                | Mondiali 2018 - 1º turno                                               | 1                                                                      | 77’                                                                    |
| 27-6-2018                                                              | Ekaterinburg                                                           | Messico                                                                | 0 – 3                                                                  | Svezia                                                                 | Mondiali 2018 - 1º turno                                               | -                                                                      |                                                                        |
| 2-7-2018                                                               | Samara                                                                 | Brasile                                                                | 2 – 0                                                                  | Messico                                                                | Mondiali 2018 - Ottavi di finale                                       | -                                                                      |                                                                        |
| Totale                                                                 |                                                                        | Presenze                                                               | 72                                                                     |                                                                        | Reti                                                                   | 19                                                                     |                                                                        |

### Record
- Calciatore ad aver segnato più gol (34) in una singola regular season della Major League Soccer.

## Palmarès

### Club
- MLS Supporters' Shield: 2

Los Angeles FC: 2019, 2022
- Campionato MLS: 1

Los Angeles FC: 2022

### Nazionale
- Campionato mondiale Under-17: 1

2005
- Gold Cup: 2

2009, 2015

### Individuale
- Scarpa d'oro del Mondiale Under-17: 1

2005
- MLS Best XI: 3

2018, 2019, 2022
- Capocannoniere della MLS: 1

2019 (34 reti)
- Premio MVP della Major League Soccer: 1

2019
- Squadra della stagione della CONCACAF Champions League: 2

2020, 2023